# 德拉本海達區
36°44′06″N 3°57′20″E / 36.7349°N 3.9556°E
德拉本海達區（阿拉伯语：‎），是阿爾及利亞的行政區，位於該國北部，由提濟烏祖省負責管轄，首府設於德拉本海達，面積172平方公里，2008年人口83,935，人口密度每平方公里487人。